# Escala (Francja)
Escala – miejscowość i gmina we Francji, w regionie Oksytania, w departamencie Pireneje Wysokie.
Według danych na rok 1990 gminę zamieszkiwało 388 osób, a gęstość zaludnienia wynosiła 100 osób/km² (wśród 3020 gmin regionu Midi-Pyrénées Escala plasuje się na 685. miejscu pod względem liczby ludności, natomiast pod względem powierzchni na miejscu 1580.).